# Junction City (Oregón)
Junction City es una ciudad ubicada en el condado de Lane en el estado estadounidense de Oregón. En el año 2000 tenía una población de 4721 habitantes y una densidad poblacional de 1311 personas por km². Se encuentra a orillas del río Willamette.

## Geografía
Junction City se encuentra ubicada en las coordenadas 44°13′14″N 123°12′15″O / 44.22056, -123.20417.

## Demografía
Según la Oficina del Censo en 2000 los ingresos medios por hogar en la localidad eran de $35,347 y los ingresos medios por familia eran $43,875. Los hombres tenían unos ingresos medios de $31,044 frente a los $21,757 para las mujeres. La renta per cápita para la localidad era de $16,155. Alrededor del 8.8% de la población estaban por debajo del umbral de pobreza.